# 張瓛 (正統進士)
張瓛（1402年—？），字惟敬，直隸蘇州府吳縣人，民籍。明朝政治人物。進士出身。

## 生平
正統三年（1438年）戊午科應天府鄉試第十一名。正統四年（1439年）聯捷己未科會試第八十四名，殿試登進士第二甲第十一名。

## 家族
曾祖父張榮甫。祖父張伯成。父亲張仲芳。